# مزنسکایا پیژما
مزنسکایا پیژما (انگلیسی: Mezenskaya Pizhma) یک رودخانه در استان آرخانگلسک کشور روسیه است.